# 心臓の発生
心臓の発生 （しんぞうのはっせい）では脊椎動物の胚における心臓について扱う。心臓は最初の機能的に働く臓器である。発生過程は以下の5つの段階がある。

## 心臓前駆細胞の特化

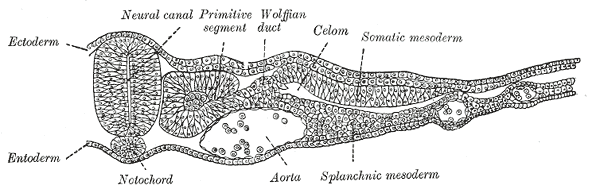

側板中胚葉は二層に薄く分かれ、背部体性(頭頂)中胚葉と腹部内臓の中胚葉になる。心臓前駆細胞は心原性中胚葉と呼ばれる臓側中胚葉の2領域に由来する。これらの細胞は心室、弁、心室と心房の筋肉構成を形成する心筋の3種を分ける心内膜に分化する。
心臓細胞はBMP(骨形成タンパク質)・FGF(線維芽細胞増殖因子)シグナル伝達回路を経由して前部内胚葉から分化指定される。これらシグナルは必須であり、前部内胚葉が除去されれば心臓形成は阻害される。これらシグナルは心臓分化に十分であり、後部中胚葉が前部中胚葉からそれを受容すれば後部中胚葉は心臓組織に誘導される。
前部内胚葉も、神経管から分泌されるWnt3aやWnt8による心臓形成の阻害を防ぐWnt阻害剤(cerberus,dickkopf,crescent)を分泌する。脊索からは不適切場所への心臓中胚葉形成を避けるためBMP拮抗物質（コーディン(chordin)、ノギン(noggin)）が分泌される。
心原性シグナル(BMP,FGF)によりホメオドメインタンパク質Nkx2.5等の特異的転写因子発現が作働する。Nkx2.5が、心筋特異的タンパク質発現を作働させる数多くの下流転写因子(MEF2,GATA等)を発動する。Nkx2.5に於ける変異により心臓発生欠陥や先天性心臓奇形が生じる。
Nkx2.5は心臓特異的なマーカーであるが、それよりも初期に心臓前駆細胞で発現するマーカとしてはMesp1やFlk1がある。

## 心臓前駆細胞の移動と原基の融合

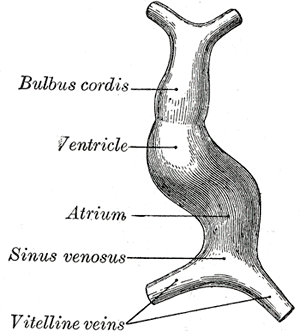

心臓前駆細胞は正中線に対し前部に移動し、融合して一つの心官になる。この際、細胞外基質にあるフィブロネクチンに方向付けられるが、この作用がなければ2心臓原基が分離したまま残った二叉心臓になる。この融合の間、前後の軸に沿って心官は心臓の様々な部分と腔に形作られる。

## 心臓細胞の輪状化
心官は右方向へ輪状化し軸は前後から左右に変化する。輪状化には非対称的な局在性転写因子Pitx2が必要である。これは転写因子を分散する際に繊毛が右回転するために非対称性が生じる。繊毛の回転には、KIF3Bタンパクが関わっている。微小管の上を移動する分子モーターの一種である、キネシンファミリーに属しており、東大解剖学教室教授の廣川博士がメカニズムを解明した。このタンパクが正常に発現しないと、転写因子を一方へ送ることができないため、カルタゲナ症候群のように内臓逆位を生じる。更に輪状化はHand1,Hand2,Xin等のNkx2.5により発現される心臓特異的蛋白質に依存する。

## 心腔形成

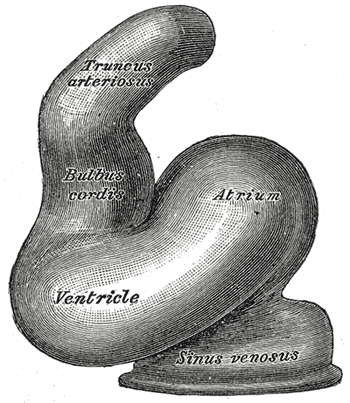

心腔細胞の運命は心臓輪状化以前に特性化するが、終了後までは区別出来ない。Hand1が右心室に局所化する間に、Hand2は左心室に局所化する。

## 中隔と弁形成

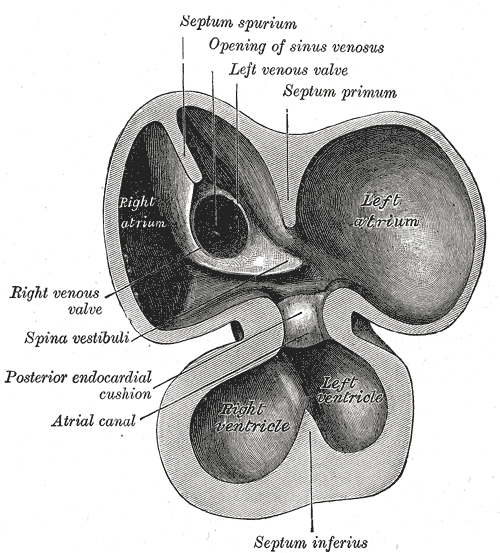

適切な弁の位置決定と機能が、心室形成と確かな血流に重大である。それまでは内心膜性クッションが代替弁として機能する。